# Comuna Konjščina, Krapina-Zagorje
Konjščina este o comună în cantonul Krapina-Zagorje, Croația, având o populație de 3.790 de locuitori (2011).

## Demografie
Componența etnică a comunei Konjščina
     Croați (99,13%)
     Necunoscut (0,05%)
     Neclasificat (0,61%)
Componența confesională a comunei Konjščina
     Catolici (95,41%)
     Fără religie și atei (2,32%)
     Necunoscută (1,19%)
     Alte religii (1,08%)
Conform recensământului din 2011, comuna Konjščina avea 3.790 de locuitori. Din punct de vedere etnic, majoritatea locuitorilor (99,13%) erau croați. Apartenența etnică nu este cunoscută în cazul a 0,05% din locuitori. Din punct de vedere confesional, majoritatea locuitorilor (95,41%) erau catolici, cu o minoritate de persoane fără religie și atei (2,32%). Pentru 1,19% din locuitori nu este cunoscută apartenența confesională.